# Софиевка (Фастовский район)
Софиевка (укр. Софіївка) — село, входит в Фастовский район Киевской области Украины.
Население по переписи 2001 года составляло 244 человека. Почтовый индекс — 08550. Телефонный код — 4565. Занимает площадь 0,35 км². Код КОАТУУ — 3224955601.

## Местный совет
08550, Київська обл., Фастівський р-н, смт.Кожанка, вул.Шевченка,168